# 바나나나무타기쥐
바나나나무타기쥐(Dendromus messorius)는 붉은숲쥐과에 속하는 설치류의 일종이다. 베넹과 카메룬, 콩고민주공화국, 나이지리아 그리고 토고에서 발견된다. 자연 서식지는 아열대 또는 열대 기후 지역의 건조 저지대 초원이다.